# Rodolfo Hernández Suárez
Rodolfo Hernández Suárez (Piedecuesta, 26 de marzo de 1945-Piedecuesta, 2 de septiembre de 2024) fue un ingeniero civil, empresario y político colombiano. Siendo fundador y líder del partido político Liga de Gobernantes Anticorrupción,  logró el segundo lugar en las elecciones presidenciales de 2022.
Fue alcalde de Bucaramanga entre 2016 y 2019, cargo del cual renunció al ser suspendido previamente por propaganda política. En junio de 2021 inscribió su candidatura independiente a la Presidencia de Colombia para las elecciones presidenciales. En dichas elecciones obtuvo la cantidad de votos para llegar a segunda vuelta pero no los suficientes para consagrarse como presidente. Debido al estatuto de oposición, obtuvo una curul como senador de la república, donde estuvo desde julio de 2022; aunque en septiembre anunció su renuncia. Su renuncia fue aceptada en octubre de ese año.
El 4 de agosto de 2022, al obtener la personería para su partido político LIGA por parte del Consejo Nacional Electoral, se convirtió en el primer presidente y representante legal de dicho partido.
Hernández fue propietario de la empresa Constructora HG y ha mencionado que su fortuna rondaba los 100 millones de dólares. El 14 de marzo de 2024 fue condenado por corrupción en el caso Vitalogic que tuvo lugar cuando fue alcalde de Bucaramanga; durante su intervención en el juicio, Hernández reveló que padecía un cáncer terminal.

## Primeros años y familia
Nació el 26 de marzo de 1945 en Piedecuesta, Santander, al sureste de Bucaramanga, donde vivió la mayor parte de su vida. Hijo de Luis Jesús Hernández Rojas y Cecilia Suárez de Hernández, de orígenes campesinos. Tuvo tres hermanos: Humberto, Alfonso y Gabriel; los dos últimos también ingenieros civiles. Estuvo casado con Socorro Oliveros. Su padre estuvo secuestrado durante 135 días por las Fuerzas Armadas Revolucionarias de Colombia-Ejército del Pueblo (FARC-EP). Tuvo cuatro hijos: Mauricio y Juliana -hijos adoptivos-; y Luis Carlos y Rodolfo José -hijos naturales-. Su hija Juliana fue secuestrada y presuntamente asesinada por el Ejército de Liberación Nacional (ELN), u otra organización criminal en 2004. El ELN negó haber secuestrado a la hija de Hernández.
Su educación primaria la realizó en Piedecuesta, en la Escuela Anexa a la Normal Superior de Varones. Terminó su bachillerato en Bucaramanga en el Colegio de Santander. Se graduó junto a estudiantes que actualmente son empresarios, políticos y profesionales. Se graduó de Ingeniería Civil en la Universidad Nacional de Colombia en 1970.

## Trayectoria empresarial
En 1971, desarrolló obras como ingeniero civil en proyectos de vivienda local.
En 1972, fundó su constructora llamada Constructora HG, basada en la construcción de viviendas. Durante los años previos a la actividad política, su capital aumentó negociando territorios de expansión en Barranquilla y Villavicencio . Finalmente, se interesaría en proyectos regionales destinados a impulsar el desarrollo urbano en determinadas zonas nacionales, específicamente en Bucaramanga.

## Concejal de Piedecuesta
Su primera incursión en la política fue como concejal de Piedecuesta, Santander, en los periodos 1990-1992 (enviando una carta de renuncia); 1992-1994; y 1994-1996. Aunque su cargo fue ocupado por Alexander Humberto Díaz, Hernández fue destituido en 1994 por la Procuraduría Provincial de Bucaramanga. En 2011 financiaría la campaña de Luis Francisco Bohórquez; político liberal quien finalmente ganaría la alcaldía de Bucaramanga, y fuese privado de su libertad en 2017. Sin embargo, las relaciones entre Bohórquez y Hernández se vieron frenadas por el desinterés que el liberal tenía respecto a las ideas de desarrollo en la ciudad. Ante esto, terminó preparando su candidatura para la alcaldía en las elecciones de 2015. En 2012, siendo parte de la junta directiva de Entorno Verde, pidió remover los obstáculos colocados contra un relleno sanitario controlado por la empresa mencionada. Su cuñada, Martha Lucía Oliveros ocupó el cargo de secretaria de Desarrollo Social de la Alcaldía de Bucaramanga en 2014.

## Alcalde de Bucaramanga
En 2015 financió su propia campaña y ganó la alcaldía de Bucaramanga. Lideró el movimiento Lógica, Ética y Estética, el cual fue también el lema de su gobierno. En distintas ocasiones, se reunió con líderes comunales y jóvenes. En dicha elección obtuvo algo más de 77.000 votos.
Cobró reconocimiento como alcalde al entregar su sueldo a estudiantes de universidades públicas. Los beneficiarios se encontraban en los niveles 1 y 2 del Sistema de Identificación de Potenciales Beneficiarios de Programas Sociales (Sisben), y debían tener un promedio superior a 4.0 sobre 5.0. Con "Los Pilos del Alcalde" se repartieron más de $60 millones, en siete entregas, para beneficiar a un promedio de 55 estudiantes de las universidades públicas.
La Procuraduría General de la Nación abrió una investigación y lo suspendió de su cargo por tres meses tras la agresión al concejal de esa ciudad, Jhon Claro, el 28 de noviembre de 2018.
Una segunda suspensión provisional que enfrentó fue una apertura de investigación disciplinaria, según la Procuraduría Regional de Santander. El mandatario bumangués tendría que estar por fuera de su cargo por otros tres meses. Esa vez, se le investigó por presunta participación en política siendo alcalde, el 16 de septiembre de 2019. Posteriormente, el 17 de septiembre, renunció. En su administración logró reducir el déficit de tesorería, y la deuda pública. La percepción de inseguridad en la ciudad aumentó al final de su alcaldía.

## Candidato presidencial 2022
Anunció su candidatura a la Presidencia de la República para el periodo 2022-2026, al principio con la intención de percibir financiación de pequeñas donaciones, pero después informó que financiaría su campaña con su propio patrimonio. Cuando se le consultó por las fórmulas de otros aspirantes a Senado y Presidencia que incurren en gastos y luego reponen con el Estado, él dijo que no lo hará. Sin embargo luego de finalizada la primera vuelta anunció que el estado le devolverá 3 mil millones de pesos por reposición de votos.
Hernández declaró estar a favor del matrimonio igualitario, la adopción por parte de parejas homosexuales, la legalización de la marihuana medicinal y recreativa, la eutanasia y el suicidio asistido. Sobre el aborto asegura que en un eventual gobierno suyo este derecho se respetara y afirma que «es decisión de la mujer si hacerse un aborto o no».
Rodolfo Hernández ha sido descrito por algunos medios como populista o populista de derecha y ha sido comparado con Donald Trump, debido a la campaña «contra la corrupción de la clase política tradicional» y al enfatizar su imagen de empresario exitoso que puede transformar a Colombia. Igualmente Hernández manifestó su admiración por el estilo de gobierno de Nayib Bukele presidente de El Salvador y por López Obrador presidente mexicano de quien ha incorporado en su discurso frases exactas y estrategias de campaña similares. Durante la campaña acusó a sus oponentes de «sinvergüenzas», «atracadores», «ladrones», y de «drogadictos» en varias ocasiones. Hablaba habitualmente de forma muy coloquial y locuaz usando epítetos peyorativos y en ocasiones lenguaje soez.
En su posición frente a la fracturación hidráulica (fracking) y la fumigación aérea con glifosato de cultivos ilegales de plantas de coca; dijo que haría pilotos de fracking y que no apoyaba la aspersión de glifosato. El 4 de junio de 2022 sobre el fracking declaró: «En principio es no, pero, hay que ver los estudios». Apoyó el restablecimiento de las relaciones diplomáticas con Venezuela (suspendidas desde 2018 por Iván Duque), el fin del servicio militar obligatorio y la apertura de negociaciones de paz con la guerrilla del ELN. Igualmente propuso que implementará los acuerdos de paz, aunque se supo que votó NO al plebiscito sobre dichos acuerdos.
Su fórmula vicepresidencial fue la investigadora y docente Marelen Castillo, Licenciada en Biología y Química de la Universidad Santiago de Cali, ingeniera industrial de Universidad Autónoma de Occidente y con una maestría en Administración y Gestión de Empresas, y ha ocupado cargos en la Universidad Minuto de Dios.
En su discurso anticorrupción, mencionó reestructurar el Instituto Nacional Penitenciario y Carcelario (Inpec), propuso mejorar la infraestructura carcelaria del país, relocalizando las cárceles hacia sitios donde haya actividades agropecuarias e industriales. A este proyecto lo llamó ‘Ciudad Resocializadora’. Hernández, propuso un programa nacional de vivienda rural con la creación de «aldeas rurales integrales», casas prefabricadas de mínimo 60 metros cuadrados con servicios habitacionales completos, paneles solares y pozos sépticos para evitar desplazamiento a las ciudades y, en cambio, estimular el retorno al campo.
En cuanto a política exterior, Hernández dijo que de llegar a la presidencia, cerraría por lo menos unas veintisiete embajadas y varios consulados en diferentes partes del mundo, entre ellas mencionó países como Bolivia, Paraguay, Uruguay, República Dominicana, Austria, Dinamarca, Filipinas, Indonesia, Vietnam y Australia.
En la primera vuelta de las elecciones presidenciales de Colombia de 2022, Hernández obtuvo el segundo lugar con el 28% de los votos, superado por Gustavo Petro, quien quedaría en primer lugar con 40%; mientras en el balotaje, Hernández fue derrotado con el 47.31% de los votos, frente al 50.44% de Petro.

## Senador de la República
Al ser el segundo candidato presidencial más votado se hizo con el derecho a ocupar una curul en el Senado de la República. A su vez, su compañera de fórmula Marelen Castillo, hizo lo mismo con la Cámara de Representantes, lo cual otorga el Estatuto de oposición Ley 1909 de 2018 Art Nº 24.  Aun así, estuvo en duda si aceptaría la curul por varios días. Finalmente, envió un comunicado al Consejo Nacional Electoral confirmando su voluntad de ser senador solicitando su credencial. Por redes de sociales comunicó haber aceptado su curúl e informó que apoyaría los proyectos que beneficiaran a todos, sobre todo a los más pobres; pero que también cuestionaría y se opondría a aquellos proyectos que buscaran lastimar al pueblo colombiano.  Además, comunicó que continuaría con su lucha contra la corrupción, su principal bandera durante la campaña presidencial.[cita requerida]
El 21 de septiembre del mismo año, tras dos meses y un día en el senado tomó la decisión de renunciar a su curul, argumentando que "es como tener a Lionel Messi de portero". Su renuncia fue aceptada el 11 de octubre e hizo parte del congreso hasta el 25 de octubre de 2022.

## Fallecimiento
El lunes 2 de septiembre del año 2024 el Hospital Internacional de Colombia comunicaría formalmente la muerte del político.Su fallecimiento se produjo a causa de las complicaciones derivadas de un cáncer de colon previamente diagnosticado, el cual daría a conocer en una audiencia ocurrida en marzo del mismo año al momento de ser juzgado por el delito de interés indebido en la celebración de contratos.
Diversas personalidades de la política lamentarían su muerte, entre ellas el presidente Gustavo Petro.

## Controversias

### Caso Vitalogic
Hernández fue imputado judicialmente en un caso de corrupción conocido como el caso Vitalogic, ocurrido cuando era alcalde. Según la fiscalía, Hernández ejecutó contratos de la Empresa de Aseo Municipal en Bucaramanga (Emab), que beneficiaron a su hijo Luis Carlos Hernández, quien, según las investigaciones, suscribió un acuerdo en el que se pactaba repartir comisiones si se llegaban a adjudicar contratos relacionados con el relleno sanitario de El Carrasco a la empresa Vitalogic. Hernández se defendió asegurando que era inocente y que se trató de una trampa de los políticos tradicionales que usaron a su hijo.
El juicio contra Hernández estaba programado para el 21 de julio de 2022. Tras aceptar su credencial de congresista su caso judicial pasó a la Corte Suprema de Justicia y regresó una vez más a la justicia ordinaria cuando renunció a su escaño en el senado en octubre de 2022. 
El 14 de marzo de 2024, Hernández fue condenado por el delito de interés indebido en la celebración de contratos; durante el juicio Hernández reveló que padecía un cáncer terminal lo que meses más adelante acabaría con su vida.

### Otras controversias
Durante su paso por la alcaldía fue criticado por no cumplir con la promesa de campaña de construir 20 mil hogares para familias vulnerables. Hernández dijo que no pudo cumplir el programa porque su antecesor no dejó dinero.
En una entrevista a la cadena radial RCN, en el año 2016, Hernández manifestó: «Yo soy seguidor de un gran pensador alemán que se llama Adolfo Hitler». Los periodistas lo increparon y le aconsejaron citar a Albert Einstein y no a Hitler. En el año 2021, durante la campaña a la presidencia, dijo que había sido un lapsus mental y que se refería al científico Einstein y no al dictador Hitler.
También se conocieron grabaciones en las que Hernández usaba lenguaje vulgar y violento. En una de ellas, amenazó a un cliente de su firma constructora con dispararle con un arma de fuego.
En febrero de 2022, uno de sus seguidores le pidió un saludo para el departamento de Vichada, a lo cual Hernández respondió «¿Para el Vichada? ¿Qué es eso?», y preguntó dos veces cuál era la capital de ese departamento, lo cual generó polémica en redes sociales. Posteriormente pidió disculpas a sus pobladores y culpó a los «politiqueros» del olvido estatal en ese departamento. En las elecciones presidenciales de Colombia de 2022 obtuvo la mayoría de votos en ese departamento en primera y segunda vuelta.